# Urraque de Castille (morte en 1220)
Pour les articles homonymes, voir Urraque de Castille et Urraca.
Urraque de Castille (ou Urraque de Bourgogne), née selon les sources en 1185, 1186 ou le 28 mai 1187 et morte le 3 novembre 1220 à Coimbra, est infante de Castille, puis reine consort de Portugal (1211-1220) par mariage.

## Biographie
Elle est la fille du roi Alphonse VIII de Castille (1155-1214) et d'Aliénor d'Angleterre (1161-1214) et la petite-fille d'Henri II d'Angleterre et d'Aliénor d'Aquitaine. Elle est également la sœur cadette de la reine Bérengère de Castille et la sœur aînée de Blanche, reine de France et d'Aliénor, reine d'Aragon.
Née en 1186, sa première apparition documentée date du 28 mai 1187, lorsque son père fit une donation au monastère de Las Huelgas de Burgos, qu'il avait lui-même fondé.
Urraque fut initialement considérée comme une fiancée potentielle pour le roi Louis VIII de France mais sa grand-mère Aliénor s'y opposa en raison de son prénom[Information douteuse] ("la pie" en castillan), lui préférant sa sœur cadette Blanche. 
En 1206, Urraque de Castille épousa le futur roi Alphonse II de Portugal (1185-1223), alors âgé de 21 ans. 
De cette union sont issus :
- le futur roi Sanche II de Portugal (1207-1248) ;
- le futur roi Alphonse III de Portugal (1210-1279) ;
- Éléonore (1211-1231), qui épouse le co-roi Valdemar de Danemark (1209-1231) ;
- Ferdinand de Portugal, seigneur de Serpa (1217-1246), dit l'Infant de Serpa ;
- Vincent (né v. 1219), mort en bas âge.

En 1212, son mari devint roi et elle reine. Comme le voulait la coutume, elle reçut à cette occasion des biens destinés à lui appartenir en propre : Torres Vedras, Óbidos et Lafões. Alphonse II la désigna comme régente dans son testament datant de 1214 s'il devait décéder avant elle mais ce fut l'inverse qui se produisit et Urraque mourut relativement jeune, le 2 novembre 1220, à Coimbra.
Elle fut enterrée à l'abbaye d'Alcobaça.